# Henry Antes House
Das Henry Antes House ist ein historisch bedeutsames Gebäude nahe Pottstown im Montgomery County, Pennsylvania. Es hat seit 1992 den Status einer National Historic Landmark und ist heute ein Museum.

## Architektur
Henry Antes House wurde im Jahr 1736 durch den aus Freinsheim stammenden Siedler Johann Heinrich Antes errichtet. Die sparsame Fensteranordnung und das Steildach erinnern an die mittelalterliche Architektur des Heimatortes des Erbauers. Als Baumaterialien für das zweieinhalbstöckige Gebäude dienten Bruchstein und Sandstein. Das dazugehörige Grundstück hatte eine Größe von 80 Hektar und ist bis heute wegen der isolierten Lage wirtschaftlich kaum erschlossen. Der Grundriss mit drei Räumen pro Stockwerk entsprach der damals gängigen Architektur in Mitteleuropa. Antes war unter den deutschsprachigen Kolonisten zu dieser Zeit der anerkannteste Baumeister. Der massive Türrahmen des südwestlichen Eingangsbereiches ist aus Schwarznussholz gearbeitet und die Fenster haben einen einfach eingehängten, verschiebbaren Fensterrahmen.  Das Haus ist eines der besten erhaltenen Beispiele für die Architektur der deutschen Siedler, die für die Mittelatlantikstaaten vor 1760 typisch war.

## Geschichte
Antes war im Jahr 1720 in die Dreizehn Kolonien emigriert und wurde zu einem Führer der Herrnhuter Brüdergemeinen. Henry Antes House diente ab 1745 als eine Schule der Brüder-Unität in Nordamerika und wird als eine der ersten in den Dreizehn Kolonien anerkannt, in der konfessionsungebundener Unterricht stattfand und Afroamerikaner als Schüler teilnehmen konnten.
Seit dem 12. Mai 1975 ist das Henry Antes House im National Register of Historic Places eingetragen. Am 27. April 1992 erhielt es den Status einer National Historic Landmark.